# Карл Міхаеллес
Георг Крістіан Карл Вільгельм Міхаеллес (нім. Georg Christian Karl Wilhelm Michahelles; 5 травня 1807, Нюрнберг — 15 серпня 1834, Навплія) — німецький зоолог і лікар родом з Баварії.
З 1827 року він вивчав медицину в Мюнхенському університеті, де познайомився з натуралістом Лоренцом Океном. У 1831 році він отримав ступінь доктора медицини та хірургії з дисертацією Das Malo Di Scarlievo в Historischer Und Pathologischer Hinsicht.
Міхаеллес багато подорожував Далмацією, Іллірією та Хорватією, ставши відомим завдяки своєму дослідженню птахів цього регіону. Він помер після того, як захворів на дизентерію, у Греції у віці 27 років, куди він поїхав, щоб практикувати медицину та вивчати дику природу.
Серед інших середземноморських видів він виділив західного скельного повзика, драбинчастого полоза та іберійського ребристого тритона . Мартин скельний (Larus michahellis) названо Йоганном Фрідріхом Науманном на його честь.

## Публікації
- Ueber einige dalmatinische Vertebraten . в: Isis, 1830. p. 809—820.[5]
- Neue südeuropäische Amphibien . In: Isis von Oken, XXIII, Leipzig 1830, S. 189—195, S. 806—809.[6]